# Ensign
Pour les articles homonymes, voir Ensign (homonymie).
Ensign est une écurie de course automobile fondée par l'ancien pilote de Formule 3 Morris « Mo » Nunn en 1970. Ensign a participé au championnat du monde de Formule 1 de 1973 à 1982, disputant 99 Grands Prix. Ensign a inscrit un total de 19 points et décroché un meilleur tour en course. Son meilleur classement au championnat constructeur est une 10e place en 1977 avec 10 points marqués.

## Historique

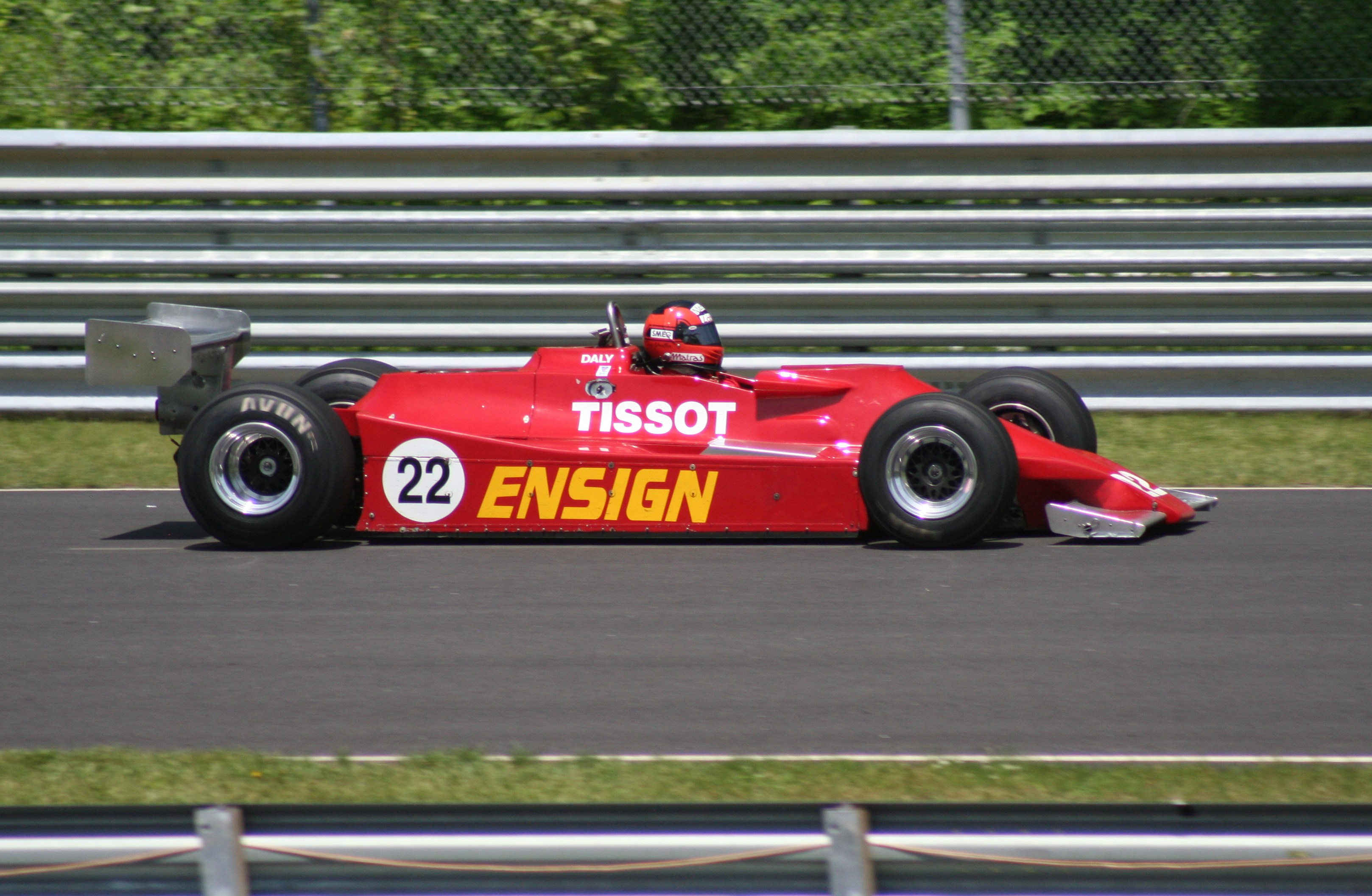
La N177 ex-Derek Daly en démonstration à Lime Rock en 2009

« Mo » Nunn, ancien pilote de Formule 3, crée sa première monoplace de Formule 3, la LNF1, en 1970. Elle remporte trois courses durant sa première saison puis dix la saison suivante, notamment aux mains du pilote liechtensteinois Rikky von Opel, héritier de la famille Opel. En 1973, grâce aux subsides de von Opel, Ensign s'engage en Formule 1.
Von Opel fait débuter la N173 au Grand Prix de France 1973. Il ne dispute que six Grands Prix (sans point marqué) dans la saison car la voiture n'est pas performante. Il décide toutefois de poursuivre le pari de la Formule 1 avec Nunn en 1974. La N174, une version améliorée de sa devancière, n'est pas plus performante. En cours de saison, von Opel quitte l'écurie qu'il a contribué à lancer en Formule 1 pour trouver refuge chez Brabham. Nunn ne se décourage pas, trouve le soutien de Théodore « Teddy » Yip, engage des pilotes payants comme Vern Schuppan ou Mike Wilds puis négocie un florissant contrat de sponsoring avec la firme hollandaise de fabrication de systèmes d'alarme HB Bewake. Seul Schuppan parvient à s'extraire des qualifications pour se classer quinzième au Grand Prix de Belgique ; Ensign n'a toujours pas inscrit de point au championnat du monde.
Faute d'un budget suffisant, Nunn doit engager la N174 au championnat 1975. Elle n'est remplacée par la N175 qu'au Grand Prix de France. Celle-ci est confiée à Gijs van Lennep qui parvient, au Grand Prix d'Hockenheim, à offrir le point de la sixième place à son écurie. Mais HB Bewake et Mo Nunn entrent en conflit pour non-respect de certaines clauses financières quant au contrat publicitaire : Nunn perd son procès et n'a pas d'autre moyen, pour dédommager son ex-sponsor, que de lui céder ses monoplaces. HB Bewake hérite donc des Ensign N175 et décide de monter sa propre écurie de course, Boro. La N175, désormais Boro 001, est engagée au championnat du monde 1976.

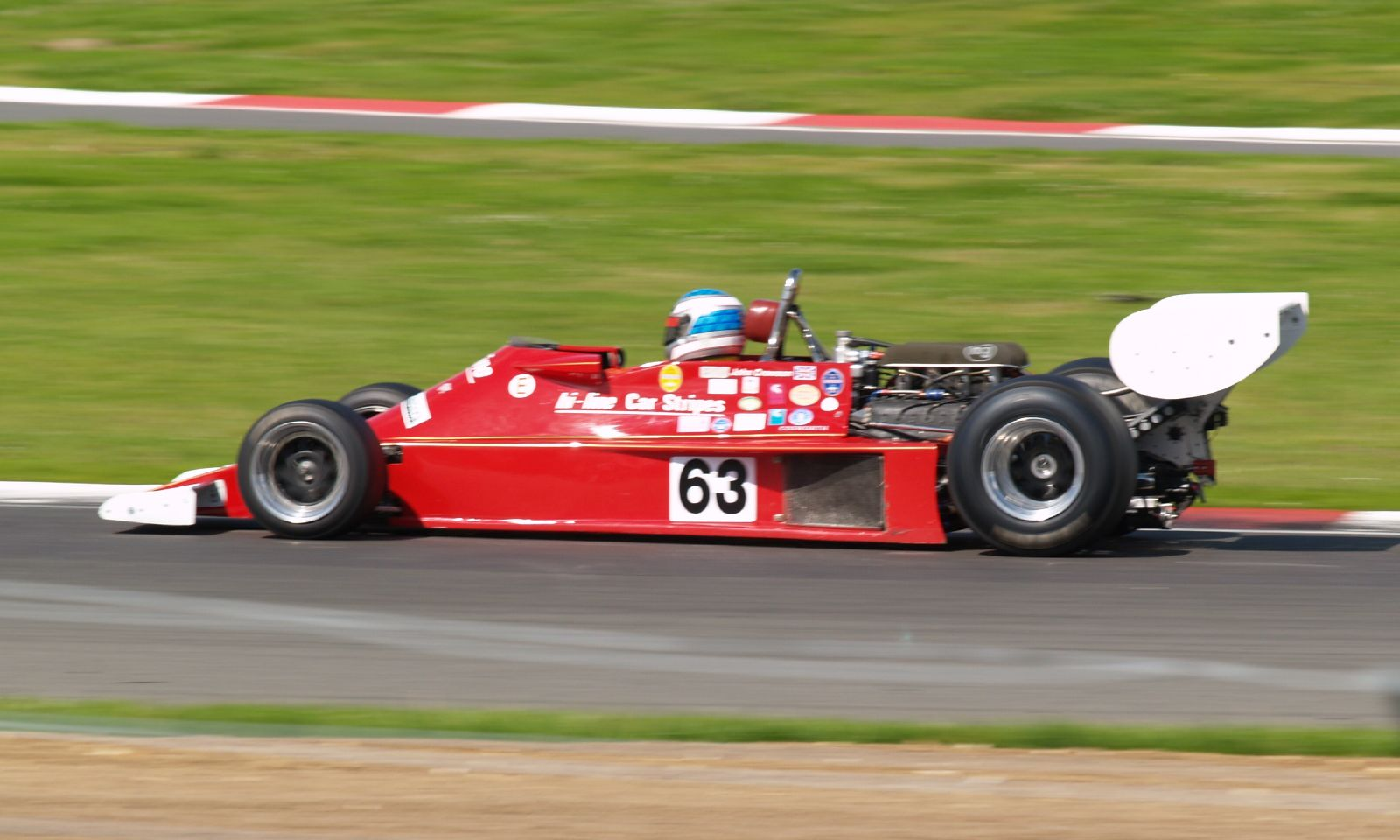
Ensign N177 de 1977

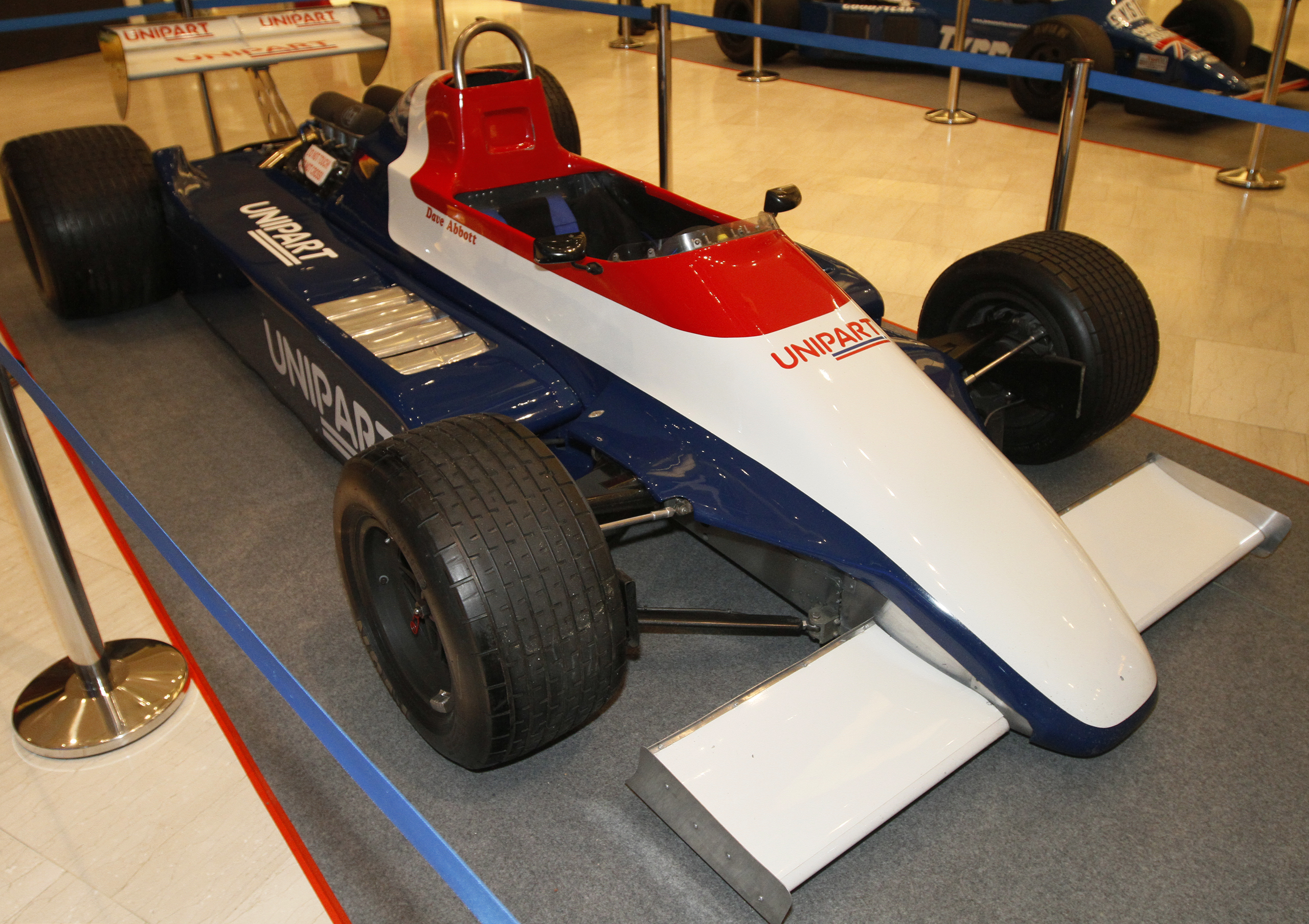
Ensign N180 de 1980

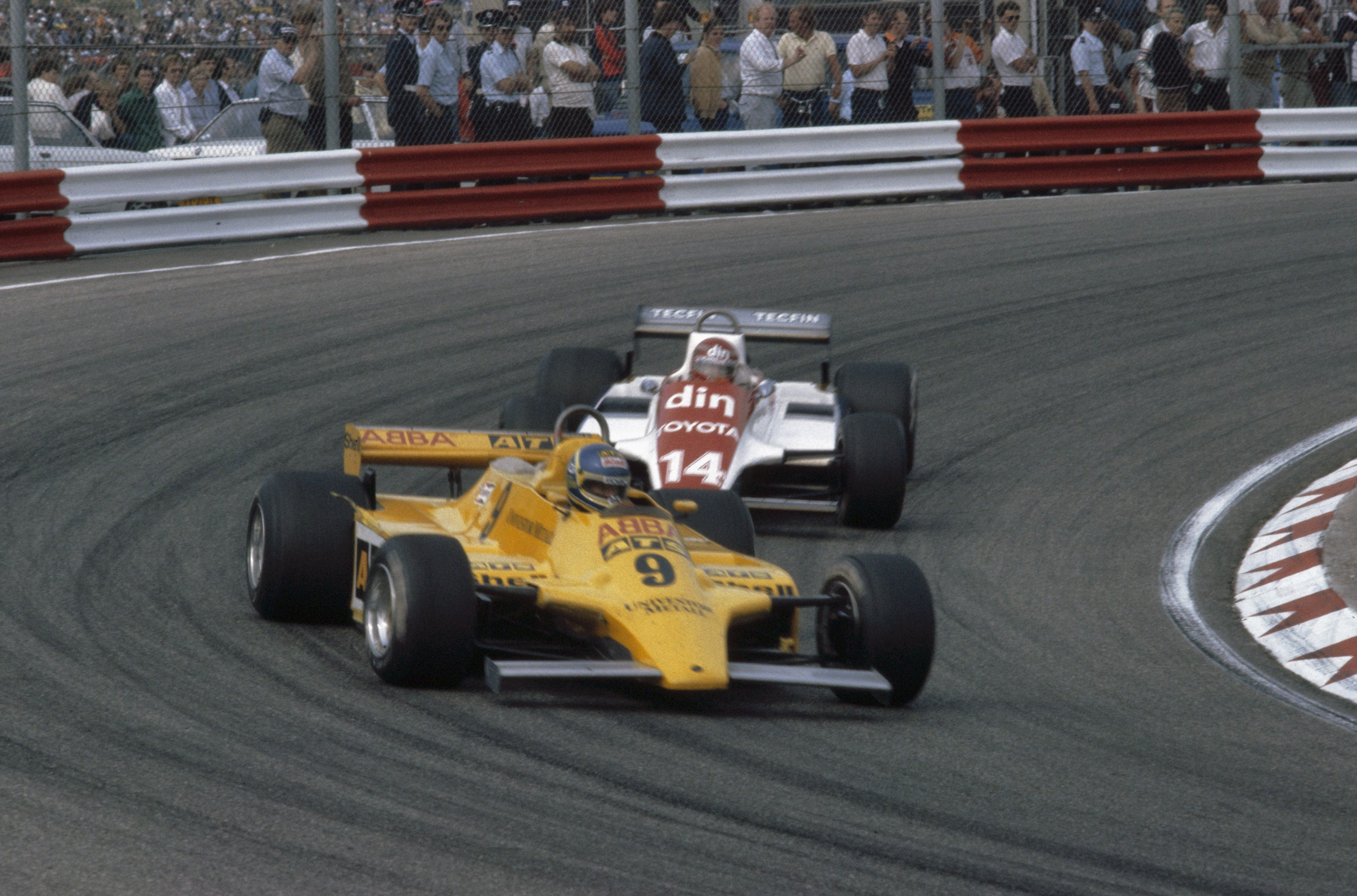
Eliseo Salazar sur la N181 au Grand Prix des Pays-bas 1981 (au second plan).

En 1976, Chris Amon qui a rejoint Ensign courant 1975, termine cinquième de la Race of champions, un Grand Prix hors-championnat. Lorsqu'il dispose enfin de la nouvelle N176, il réalise des performances honorables compte tenu de la valeur de sa monoplace. Il obtient la cinquième place en Espagne mais arrête sa carrière à la suite de l'accident de Niki Lauda. Jacky Ickx le remplace mais ne rencontre aucun succès. Pire, il se blesse assez gravement en fin de saison au Watkins Glen quand sa voiture percute les glissières à haute vitesse et se coupe en deux.
En 1977, les pilotes Ensign sont Clay Regazzoni et Patrick Tambay. Grâce à eux, l'écurie progresse plus vite que lors des quatre années précédentes. La N177 se classe dans les points à six reprises au cours de la saison. Elle obtient son meilleur classement au championnat avec 10 points et la dixième place finale. Nunn est alors en proie à des difficultés financières telles qu'il n'est pas en mesure de concevoir une nouvelle monoplace pour la saison suivante.
En 1978, Ensign confie la vieille N177 à toute une série de pilotes payants débutants dont Nelson Piquet, Danny Ongais, Derek Daly et Bernard de Dryver. Les résultats contrastent bien évidemment avec ceux-de l'année précédente. Daly ne sauve l'honneur qu'en toute fin de championnat en terminant sixième au Canada.
Pour 1979, Ensign conçoit la N179, une monoplace révolutionnaire qui dispose d'un système de triple radiateurs en position frontale, censés accroître le refroidissement du moteur Cosworth. Ce système n'est pas efficace et provoque de surcroît une augmentation de la température du cockpit, ce qui nuit aux performances de Daly et de Marc Surer. La monoplace ne parvient à se qualifier qu'à quatre reprises, sans résultat notable. 
En 1980, la N180, plus conventionnelle, ne permet pas non plus aux pilotes de se distinguer en course. Si la monoplace est qualifiée à neuf reprises, ni Reggazzoni, de retour, ni Jan Lammers, entre autres, n'inscrivent de point. Reggazzoni est même victime d'un terrible accident alors qu'il pointait à une inespérée quatrième place de la quatrième manche de la saison, le Grand Prix des USA Ouest, disputé dans les rues de Long Beach : victime d'une défaillance de ses freins au bout de la longue ligne droite du circuit, il s'engouffre dans une échappatoire où se trouve déjà immobilisée la Brabham de Ricardo Zunino. Après un premier choc avec la Brabham, l'Ensign percute avec une rare violence un muret de béton. Sérieusement touché à la colonne vertébrale, Regazzoni est relevé paraplégique, contraint de passer le restant de ses jours dans un fauteuil roulant.
Après deux saisons vierges de tout point, Marc Surer, lui aussi de retour chez Ensign, brise le signe indien en réalisant, au volant de la N180B, le meilleur tour du Grand Prix du Brésil 1981 où il termine quatrième. La spirale infernale semble s'inverser lorsque Surer termine sixième à Monaco. À court de budget il est remplacé par Eliseo Salazar qui termine à son tour sixième en Hollande. 
Mais Ensign n'arrive pas à aligner deux saisons satisfaisantes : comme en 1978 après une belle campagne 1977, 1982 est une année difficile, Nunn ne trouvant pas un budget pour concevoir une monoplace plus évoluée que la N180B. Le pilote payant Roberto Guerrero n'a pas le niveau pour faire évoluer favorablement la monoplace N181. À la fin de la saison, Mo Nunn revend son châssis et ce qu'il reste de son écurie à son ami Teddy Yip. Celui-ci retourne une nouvelle fois en Formule 1 en 1983 avec son écurie Theodore mais conserve la dénomination « officielle » des machines de Nunn en engageant une Theodore N183. Johnny Cecotto marque un point lors du Grand Prix de Long Beach avant que Yip n'abandonne à son tour la Formule 1.

## Résultats en championnat du monde de Formule 1
| Saison | Écurie                              | Châssis                  | Moteur           | Pneus         | Pilotes                                                                                                   | Grands Prix disputés | Points inscrits | Classement |
| ------ | ----------------------------------- | ------------------------ | ---------------- | ------------- | --- | -------------------- | --------------- | ---------- |
| 1973   | Team Ensign                         | Ensign N173              | Ford-Cosworth V8 | Firestone     | Rikky von Opel                                                                                            | 6                    | 0               | Non classé |
| 1974   | Team Ensign                         | Ensign N174              | Ford-Cosworth V8 | Firestone     | Rikky von Opel Vern Schuppan Mike Wilds                                                                   | 6                    | 0               | Non classé |
| 1975   | HB Bewaking Team Ensign Team Ensign | Ensign N174 Ensign N175  | Ford-Cosworth V8 | Goodyear      | Roelof Wunderink Chris Amon Gijs van Lennep                                                               | 7                    | 1               | 13e        |
| 1976   | Team Ensign                         | Ensign N174 Ensign N176  | Ford-Cosworth V8 | Goodyear      | Patrick Nève Chris Amon Hans Binder Jacky Ickx                                                            | 14                   | 2               | 12e        |
| 1977   | Team Tissot Ensign with Castrol     | Ensign N177              | Ford-Cosworth V8 | Goodyear      | Jacky Ickx Clay Regazzoni                                                                                 | 17                   | 10              | 10e        |
| 1978   | Team Tissot Ensign                  | Ensign N177              | Ford-Cosworth V8 | Goodyear      | Danny Ongais Lamberto Leoni Jacky Ickx Derek Daly Geoff Lees Nelson Piquet Brett Lunger Bernard de Dryver | 12                   | 1               | 13e        |
| 1979   | Team Ensign                         | Ensign N177 Ensign N179  | Ford-Cosworth V8 | Goodyear      | Marc Surer Derek Daly Patrick Gaillard                                                                    | 6                    | 0               | Non classé |
| 1980   | Unipart Racing Team                 | Ensign N180              | Ford-Cosworth V8 | Goodyear      | Jan Lammers Clay Regazzoni Geoff Lees Tiff Needell                                                        | 9                    | 0               | Non classé |
| 1981   | Ensign Racing                       | Ensign N180B             | Ford-Cosworth V8 | Michelin Avon | Eliseo Salazar Marc Surer                                                                                 | 14                   | 5               | 14e        |
| 1982   | Ensign Racing                       | Ensign N180B Ensign N181 | Ford-Cosworth V8 | Pirelli       | Roberto Guerrero                                                                                          | 8                    | 0               | Non classé |

| Saison | Écurie                    | Châssis     | Moteur        | Pneus    | Pilotes        | Grands Prix disputés |
| ------ | ------------------------- | ----------- | ------------- | -------- | -------------- | -------------------- |
| 1977   | Theodore Racing Hong Kong | Ensign N177 | Ford-Cosworth | Goodyear | Patrick Tambay | 8                    |
| 1978   | Sachs Racing              | Ensign N177 | Ford-Cosworth | Goodyear | Harald Ertl    | 2                    |

## États-Unis
Nunn engagera plus tard Ensign en championnat Cart jusqu'en 1985. Il créera ensuite l'écurie Mo Nunn Racing pour courir en championnat IRL.